# Coppa Continentale 2011-2012 (hockey su pista)
La Coppa Continentale 2011-2012 è stata la 31ª edizione (la quattordicesima con la denominazione Coppa Continentale) dell'omonima competizione europea di hockey su pista. Alla manifestazione hanno partecipato i portoghesi del Benfica, vincitori dell'Eurolega 2009-2010, e gli spagnoli del Liceo La Coruña, vincitori della Coppa CERS 2009-2010. 
A conquistare il trofeo è stato il Benfica al primo successo nella sua storia a seguito del ritiro del Liceo La Coruña.

## Squadre partecipanti
| Club            | Qualificazione             | Partecipazioni precedenti (il grassetto indica la vittoria)                 |
| --------------- | -------------------------- | --------------------------------------------------------------------------- |
| Liceo La Coruña | Detentore dell'Eurolega    | 1987-1988, 1988-1989, 1990-1991, 1992-1993, 1999-2000, 2003-2004, 2010-2011 |
| Benfica         | Detentore della Coppa CERS | Esordiente                                                                  |

## Risultati
| Viana do Castelo | Benfica | 10 – 0 | Liceo La Coruña | Pavilhão Municipal de Monserrate |